# Aluniș, Cluj
Aluniș là một xã thuộc hạt Cluj, România. Dân số thời điểm năm 2002 là 1390 người.